# Delta-Cancriden
Die Delta-Cancriden sind ein Meteorstrom mittlerer Stärke, der quellenabhängig jährlich zwischen dem 1. und  24. Januar, dem 14. Dezember und 14. Februar beziehungsweise dem 1. und 30. Januar auftritt. Seinen Ursprung hat er im Sternbild Krebs. Die Delta-Cancriden besitzen einen diffusen Radianten (alpha = 130°, delta = +20°), der aus mehreren Teilzentren zu bestehen scheint. Den ZHR von 4 erreichen die Delta-Cancriden am 17. Januar, wobei die Helligkeit ihrer Meteore nur schwach ist. Ihre Geschwindigkeit beträgt 28 km/s.
Erste Hinweise auf die Delta-Cancriden durch die Italian Meteoric Association stammen aus dem Jahr 1872. Es dauerte bis 1971, ehe Bertil-Anders Lindblad eindeutige Beweise für ihre Existenz durch eine Fotoauswertung vorlegen konnte. Bis heute ist die Quelle des Meteorschauers umstritten.